# Circonscription autonomique de Formentera
Ne doit pas être confondu avec Circonscription électorale d'Ibiza-Formentera.
La circonscription électorale de Formentera est l'une des quatre circonscriptions électorales des îles Baléares pour les élections au Parlement des îles Baléares.
Elle correspond géographiquement à l'île de Formentera.

## Synthèse
| PSIB-PSOE |       | 1 | 1 | 1 |   |   |   |   |   |   |   |   |  |  |
| COP       |       |   |   |   |   | 1 |   |   |   |   |   |   |  |  |
| AIPF      |       |   |   |   | 1 |   | 1 | 1 |   |   |   |   |  |  |
| GxF       |       |   |   |   |   |   |   |   | 1 | 1 | 1 |   |  |  |
| SA Unió   |       |   |   |   |   |   |   |   |   |   |   | 1 |  |  |
|           |       |   |   |   |   |   |   |   |   |   |   |   |  |  |
| Total     | Total | 1 | 1 | 1 | 1 | 1 | 1 | 1 | 1 | 1 | 1 | 1 |  |  |

## Résultats détaillés

### 1983
| Parti     | Parti | Député élu           |
| --------- | ----- | -------------------- |
| PSIB-PSOE |       | Bartomeu Ferrer Marí |

### 1987
| Parti     | Parti | Député élu            |
| --------- | ----- | --------------------- |
| PSIB-PSOE |       | Isidor Torres Cardona |

- Isidor Torres (PSIB-PSOE) est remplacé en octobre 1989 par Encarnació Magaña Alapont.

### 1991
| Parti     | Parti | Député élu        |
| --------- | ----- | ----------------- |
| PSIB-PSOE |       | Víctor Tur Ferrer |

### 1995
| Parti | Parti | Député élu                 |
| ----- | ----- | -------------------------- |
| AIPF  |       | Juan Roberto Masdeu Mayans |

### 1999
| Parti | Parti | Député élu            |
| ----- | ----- | --------------------- |
| COP   |       | Santiago Ferrer Costa |

### 2003
| Parti | Parti | Député élu                        |
| ----- | ----- | --------------------------------- |
| AIPF  |       | José Miguel Fernando Mayans Serra |

### 2007
| Parti | Parti | Député élu                        |
| ----- | ----- | --------------------------------- |
| AIPF  |       | José Miguel Fernando Mayans Serra |

### 2011
| Parti    | Parti | Député élu         |
| -------- | ----- | ------------------ |
| GxF-PSIB |       | Jaume Ferrer Ribas |

- Jaume Ferrer (GxF) est remplacé en mai 2012 par Margalida Font Aguiló (PSIB-PSOE).

### 2015
| Parti    | Parti | Député élu       |
| -------- | ----- | ---------------- |
| GxF-PSIB |       | Sílvia Tur Ribas |

### 2019
| Parti         | Parti | Député élu       |
| ------------- | ----- | ---------------- |
| GxF-PSIB-EUiB |       | Sílvia Tur Ribas |

- Sílvia Tur (GxF) est remplacée en septembre 2021 par Antonio Jesús Sanz Igual (PSIB-PSOE).

### 2023
| Parti   | Parti | Député élu           |
| ------- | ----- | -------------------- |
| SA Unió |       | Lorenzo Córdoba Marí |